# Esquirol llistat de Sonoma
L'esquirol llistat de Sonoma (Neotamias sonomae) és una espècie de rosegador de la família dels esciúrids. És una espècie endèmica del nord-oest de Califòrnia als Estats Units.
Aquesta espècie es troba en el garrics dens, matollars clars en els boscos i matolls a rierols; sovint associada amb el roure negre, pi ponderosa, pi cavador, avet de Douglas, l'avet blanc, sequoia, llorer enganxosa, cedre d'encens, arboços, entre d'altres; associat amb el roure bronzejat en altes serralades dels comtats de Trinity i Humboldt, amb arç blanc, i a grans extensions de matolls al comtat de Trinity.